# Cimetière militaire de Minsk
Le cimetière militaire (en biélorusse : Вайсковыя могілкі ; en russe : Военное кладбище ; en polonais : Cmentarz Wojskowy) est, après le cimetière du Calvaire, le cimetière le plus ancien de Minsk.

## Histoire

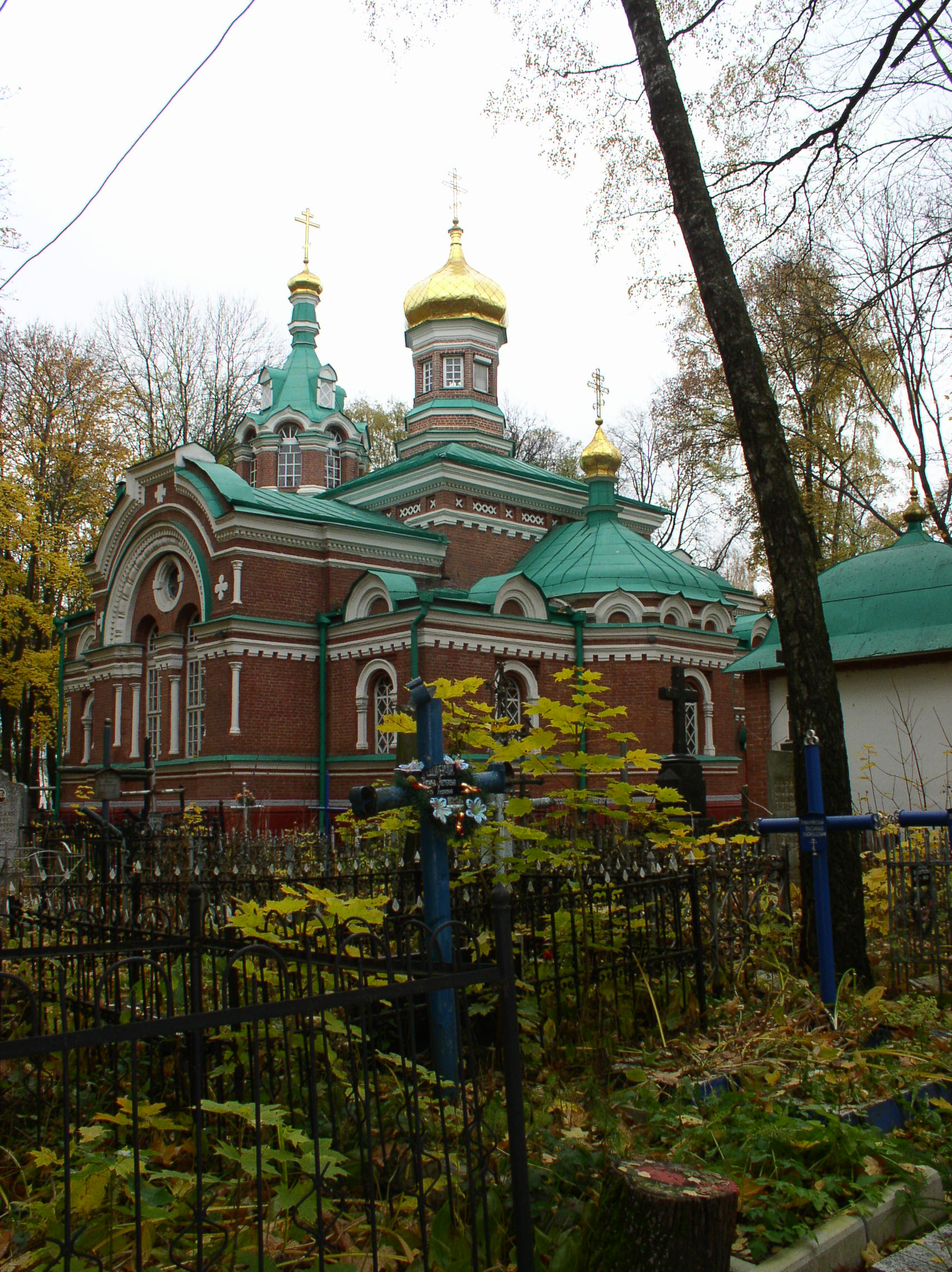
Église Saint-Alexandre-Nevski

Un premier cimetière fut créé en 1840 rue de l'Hôpital militaire et fut fermé en 1895. 
Le nouveau cimetière militaire a été alors ouvert à côté de l'ancien cimetière. Il a été solennellement consacré le 2 juin 1895 par l'aumônier de la 30e division d'infanterie, le Père Pavel Bogdanovitch.
Une chapelle orthodoxe dédiée aux victimes des guerres russo-turques est construite entre 1896 et 1898. Elle est placée sous le vocable de saint Alexandre Nevski. 
Elle ne fut pas fermée pendant l'époque soviétique et conserve donc son mobilier liturgique et son décor d'origine.  
Le cimetière a été nationalisé après la Révolution d'Octobre 1917. Il appartient aujourd'hui à la municipalité.

## Caractéristiques
Des allées divisent son territoire en quatre parties:
- deux parties pour l'infanterie,
- une section pour l'artillerie et
- une autre pour les simples soldats.

Le cimetière militaire de Minsk n'est plus exclusivement orthodoxe. Il possède un carré militaire pour les combattants de l'Armée rouge de la Grande Guerre patriotique (Seconde Guerre mondiale) qui ont libéré Minsk en juin 1944. 
De nombreuses personnalités politiques ou artistiques y sont inhumées.

## Personnalités inhumées
- Iakoub Kolas (1882-1956), écrivain
- Ianka Koupala (1882-1942), écrivain
- Ivan Poulikhov (1878-1906), révolutionnaire SR